# Leichtathletik-Weltmeisterschaften 2023/Teilnehmer (Singapur)
| Goldmedaillen | Silbermedaillen | Bronzemedaillen |
| ------------- | --------------- | --------------- |
| —             | —               | —               |

Der Leichtathletikverband Singapurs hat für die Leichtathletik-Weltmeisterschaften 2023 in Budapest zwei Sportler gemeldet.

## Ergebnisse

### Frauen

#### Laufdisziplinen
| Athletin                | Disziplin | Vorlauf    | Vorlauf | Halbfinale | Halbfinale | Finale | Finale |
| Athletin                | Disziplin | Zeit       | Platz   | Zeit       | Platz      | Zeit   | Platz  |
| ----------------------- | --------- | ---------- | ------- | ---------- | ---------- | ------ | ------ |
| Veronica Shanti Pereira | 100 m     | 11,33 s    | 31      | DNQ        | DNQ        | –      | –      |
| Veronica Shanti Pereira | 200 m     | 22,57 s NR | 12      | 22,79 s    | 17         | DNQ    | DNQ    |

### Männer

#### Laufdisziplinen
| Athlet              | Disziplin    | Vorlauf | Vorlauf | Halbfinale | Halbfinale | Finale | Finale |
| Athlet              | Disziplin    | Zeit    | Platz   | Zeit       | Platz      | Zeit   | Platz  |
| ------------------- | ------------ | ------- | ------- | ---------- | ---------- | ------ | ------ |
| Jun Jie Calvin Quek | 400 m Hürden | 50,53 s | 37      | DNQ        | DNQ        | –      | –      |